# Wilfried Feldenkirchen
Wilfried Paul Feldenkirchen (* 25. Oktober 1947 in Köln; † 21. Juni 2010 in Hinterzarten) war ein deutscher Wirtschaftshistoriker und Hochschullehrer.

## Leben
Wilfried Feldenkirchen studierte Geschichte, Anglistik und Volkswirtschaftslehre an der Universität Bonn. Er wurde 1974 mit einer Arbeit über den Handel der Stadt Köln im 18. Jahrhundert zum Dr. phil. promoviert. 1980 habilitierte er sich mit einer Studie über die Eisen- und Stahlindustrie des Ruhrgebiets von 1879 bis 1914. Feldenkirchen wurde 1982 mit dem Heinz Maier-Leibnitz-Preis ausgezeichnet. 1985 wurde er außerplanmäßiger Professor an der Universität Bonn und war von 1985 bis 1990 Direktor des Akademischen Auslandsamtes der Universität. 1989/1990 hatte er eine Professur an der Universität des Saarlandes inne und wurde 1990 auf den Lehrstuhl für Wirtschafts-, Sozial- und Unternehmensgeschichte der Friedrich-Alexander-Universität Erlangen-Nürnberg berufen. 1990 gab er die Lebenserinnerungen von Werner von Siemens heraus, 1992 publizierte er dessen Biographie. Er veröffentlichte einen Band der Enzyklopädie deutscher Geschichte. Der Schwerpunkt seiner wissenschaftlichen Arbeit lag in der Wirtschaftsgeschichte des 19. und 20. Jahrhunderts, der Banken- und Sparkassengeschichte und der Geschichte der Agrarpolitik. Ein besonderer Forschungsschwerpunkt war die Geschichte großer Unternehmen wie Siemens, Daimler, der Gesellschaft für Konsumforschung und Henkel.
Feldenkirchen war Rotarier-Mitglied (Rotary Club Euskirchen-Burgfey).
Im Juni 2010 starb Wilfried Feldenkirchen im Alter von 62 Jahren bei einem Unfall während einer Testfahrt mit einem Nachbau der Elektrischen Viktoria, der unter seiner Projektleitung von einem Karosseriebauer aus Hinterzarten gebaut und von Siemens auf der Expo 2010 gezeigt worden war.

## Ehrungen
- 1982: Heinz-Maier-Leibnitz-Preis
- 1987: Newcomen-Preis[3]

## Schriften (Auswahl)
- Der Handel der Stadt Köln im 18. Jahrhundert (1700–1814). Bonn 1975.
- Die Eisen- und Stahlindustrie des Ruhrgebiets 1879–1914. Wachstum, Finanzierung und Struktur ihrer Großunternehmen. Wiesbaden: Steiner 1982, ISBN 3-515-03463-3.
- Werner von Siemens. Erfinder und internationaler Unternehmer. Berlin 1992, ISBN 3-8009-4156-2.
- Siemens. Von der Werkstatt zum Weltunternehmen. München u. a.: Piper 1997, ISBN 3-492-03934-0. 443 S.
- Die deutsche Wirtschaft im 20. Jahrhundert (= Enzyklopädie deutscher Geschichte, Bd. 47). München: Oldenbourg 1998, ISBN 3-486-55744-0.
- Zusammen mit Susanne Hilger: Menschen und Marken: 125 Jahre Henkel, 1876–2001. Hrsg.: Ernst Primosch und Wolfgang Zengerling im Auftrag der Henkel KGaA. Henkel KGaA, Düsseldorf 2001, ISBN 3-923324-79-0 (henkel.de [PDF; 10,0 MB]).